# Jonathan Pitroipa
Beninwende Yann Jonathan Pitroipa (Ouagadougou, 12 aprile 1986) è un ex calciatore burkinabé, di ruolo attaccante.

## Carriera

### Club
Ha esordito come professionista nel Friburgo. All'inizio della sua esperienza è stato inserito in 9 partite nella seconda squadra che disputava campionati minori. Realizza il suo primo gol con la prima squadra il 22 settembre 2006 nel 3-3 contro il Greuther Fürth. Nel 2008 è passato all'Amburgo a parametro zero ed ha esordito per la prima volta in campo internazionale nell'edizione della Coppa UEFA 2008-2009. Nel 2011 è diventato un calciatore del Rennes. Dal 2014 è un giocatore dell'Al-Jazira, squadra che disputa il massimo campionato negli Emirati Arabi Uniti e affianca nel reparto offensivo l'ex giocatore della Juventus e della Roma, Mirko Vučinić. Dopo una fugace permanenza in Belgio tra le file dell'Anversa, nel 2018 si trasferisce in Francia dove gioca nel Paris FC.
Il 27 febbraio 2021 annuncia il ritiro dal calcio giocato.

### Nazionale
È uno dei giocatori più rappresentativi della nazionale di calcio del Burkina Faso. Fa parte della nazionale maggiore dal 2006 ed ha raggiunto il 2º posto in Coppa d'Africa 2013 perdendo in finale contro la Nigeria.

## Statistiche

### Presenze e reti nei club
Statistiche aggiornate al 14 marzo 2014.
| Stagione        | Squadra         | Campionato      | Campionato | Campionato | Coppe nazionali | Coppe nazionali | Coppe nazionali | Coppe continentali | Coppe continentali | Coppe continentali | Altre coppe | Altre coppe | Altre coppe | Totale | Totale |
| Stagione        | Squadra         | Comp            | Pres       | Reti       | Comp            | Pres            | Reti            | Comp               | Pres               | Reti               | Comp        | Pres        | Reti        | Pres   | Reti   |
| --------------- | --------------- | --------------- | ---------- | ---------- | --------------- | --------------- | --------------- | ------------------ | ------------------ | ------------------ | ----------- | ----------- | ----------- | ------ | ------ |
| 2004-2005       | Friburgo        | BL              | 4          | 0          | CG              | 0               | 0               | -                  | -                  | -                  | -           | -           | -           | 4      | 0      |
| 2005-2006       | Friburgo        | 2.BL            | 14         | 1          | CG              | 1               | 0               | -                  | -                  | -                  | -           | -           | -           | 15     | 1      |
| 2005-2006       | Friburgo II     | OL              | 9          | 4          | -               | -               | -               | -                  | -                  | -                  | -           | -           | -           | 9      | 4      |
| 2006-2007       | Friburgo        | 2.BL            | 33         | 8          | CG              | 1               | 0               | -                  | -                  | -                  | -           | -           | -           | 34     | 8      |
| 2007-2008       | Friburgo        | 2.BL            | 24         | 7          | CG              | 2               | 0               | -                  | -                  | -                  | -           | -           | -           | 26     | 7      |
| Totale Friburgo | Totale Friburgo | Totale Friburgo | 75         | 16         |                 | 4               | 0               |                    | -                  | -                  |             | -           | -           | 79     | 16     |
| 2008-2009       | Amburgo         | BL              | 28         | 1          | CG              | 4               | 0               | CU                 | 11                 | 0                  | -           | -           | -           | 43     | 1      |
| 2009-2010       | Amburgo         | BL              | 20         | 3          | CG              | 2               | 0               | UEL                | 12                 | 0                  | -           | -           | -           | 34     | 3      |
| 2010-2011       | Amburgo         | BL              | 26         | 2          | CG              | 2               | 0               | -                  | -                  | -                  | -           | -           | -           | 28     | 2      |
| Totale Amburgo  | Totale Amburgo  | Totale Amburgo  | 74         | 6          |                 | 8               | 0               |                    | 23                 | 0                  |             | -           | -           | 105    | 6      |
| 2011-2012       | Rennes          | L1              | 36         | 7          | CF+CdL          | 4+1             | 1+0             | UEL                | 9                  | 3                  | -           | -           | -           | 50     | 11     |
| 2012-2013       | Rennes          | L1              | 32         | 7          | CF+CdL          | 0+4             | 0+1             | -                  | -                  | -                  | -           | -           | -           | 36     | 8      |
| 2013-2014       | Rennes          | L1              | 23         | 0          | CF+CdL          | 3+0             | 0+0             | -                  | -                  | -                  | -           | -           | -           | 24     | 0      |
| Totale Rennes   | Totale Rennes   | Totale Rennes   | 91         | 14         |                 | 12              | 2               |                    | 9                  | 3                  |             | -           | -           | 110    | 19     |
| Totale carriera | Totale carriera | Totale carriera | 249        | 40         |                 | 24              | 2               |                    | 32                 | 3                  |             | -           | -           | 305    | 45     |

### Cronologia presenze e reti in nazionale
| Cronologia completa delle presenze e delle reti in nazionale ― Burkina Faso | Cronologia completa delle presenze e delle reti in nazionale ― Burkina Faso | Cronologia completa delle presenze e delle reti in nazionale ― Burkina Faso | Cronologia completa delle presenze e delle reti in nazionale ― Burkina Faso | Cronologia completa delle presenze e delle reti in nazionale ― Burkina Faso | Cronologia completa delle presenze e delle reti in nazionale ― Burkina Faso | Cronologia completa delle presenze e delle reti in nazionale ― Burkina Faso | Cronologia completa delle presenze e delle reti in nazionale ― Burkina Faso |
| Data                                                                        | Città                                                                       | In casa                                                                     | Risultato                                                                   | Ospiti                                                                      | Competizione                                                                | Reti                                                                        | Note                                                                        |
| --------------------------------------------------------------------------- | --------------------------------------------------------------------------- | --------------------------------------------------------------------------- | --------------------------------------------------------------------------- | --------------------------------------------------------------------------- | --------------------------------------------------------------------------- | --------------------------------------------------------------------------- | --------------------------------------------------------------------------- |
| 7-10-2006                                                                   | Ouagadougou                                                                 | Burkina Faso                                                                | 1 – 0                                                                       | Senegal                                                                     | Qual. Coppa d'Africa 2008                                                   | -                                                                           |                                                                             |
| 24-3-2007                                                                   | Ouagadougou                                                                 | Burkina Faso                                                                | 3 – 1                                                                       | Mozambico                                                                   | Qual. Coppa d'Africa 2008                                                   | 1                                                                           |                                                                             |
| 29-5-2007                                                                   | Harare                                                                      | Zimbabwe                                                                    | 1 – 1                                                                       | Burkina Faso                                                                | Amichevole                                                                  | -                                                                           |                                                                             |
| 3-6-2007                                                                    | Matola                                                                      | Mozambico                                                                   | 3 – 1                                                                       | Burkina Faso                                                                | Qual. Coppa d'Africa 2008                                                   | -                                                                           |                                                                             |
| 9-6-2007                                                                    | Ouagadougou                                                                 | Burkina Faso                                                                | 0 – 1                                                                       | Mali                                                                        | Amichevole                                                                  | -                                                                           |                                                                             |
| 16-6-2007                                                                   | Ouagadougou                                                                 | Burkina Faso                                                                | 0 – 1                                                                       | Tanzania                                                                    | Qual. Coppa d'Africa 2008                                                   | -                                                                           | 74’                                                                         |
| 22-8-2007                                                                   | Ouagadougou                                                                 | Burkina Faso                                                                | 2 – 3                                                                       | Mali                                                                        | Amichevole                                                                  | -                                                                           |                                                                             |
| 8-9-2007                                                                    | Dakar                                                                       | Senegal                                                                     | 5 – 1                                                                       | Burkina Faso                                                                | Qual. Coppa d'Africa 2008                                                   | -                                                                           |                                                                             |
| 1-6-2008                                                                    | Tunisi                                                                      | Tunisia                                                                     | 1 – 2                                                                       | Burkina Faso                                                                | Qual. Mondiali 2010                                                         | -                                                                           | 90’                                                                         |
| 7-6-2008                                                                    | Ouagadougou                                                                 | Burkina Faso                                                                | 2 – 0                                                                       | Burundi                                                                     | Qual. Mondiali 2010                                                         | -                                                                           |                                                                             |
| 14-6-2008                                                                   | Victoria                                                                    | Seychelles                                                                  | 2 – 3                                                                       | Burkina Faso                                                                | Qual. Mondiali 2010                                                         | -                                                                           | 50’                                                                         |
| 21-6-2008                                                                   | Ouagadougou                                                                 | Burkina Faso                                                                | 4 – 1                                                                       | Seychelles                                                                  | Qual. Mondiali 2010                                                         | -                                                                           | 69’                                                                         |
| 6-9-2008                                                                    | Ouagadougou                                                                 | Burkina Faso                                                                | 0 – 0                                                                       | Tunisia                                                                     | Qual. Mondiali 2010                                                         | -                                                                           |                                                                             |
| 12-10-2008                                                                  | Bujumbura                                                                   | Burundi                                                                     | 1 – 3                                                                       | Burkina Faso                                                                | Qual. Mondiali 2010                                                         | -                                                                           |                                                                             |
| 11-2-2009                                                                   | Le Petit-Quevilly                                                           | Togo                                                                        | 1 – 1                                                                       | Burkina Faso                                                                | Amichevole                                                                  | 1                                                                           |                                                                             |
| 28-3-2009                                                                   | Ouagadougou                                                                 | Burkina Faso                                                                | 4 – 2                                                                       | Guinea                                                                      | Qual. Mondiali 2010                                                         | -                                                                           |                                                                             |
| 6-6-2009                                                                    | Blantyre                                                                    | Malawi                                                                      | 0 – 1                                                                       | Burkina Faso                                                                | Qual. Mondiali 2010                                                         | -                                                                           |                                                                             |
| 20-6-2009                                                                   | Ouagadougou                                                                 | Burkina Faso                                                                | 2 – 3                                                                       | Costa d'Avorio                                                              | Qual. Mondiali 2010                                                         | 1                                                                           | 90’                                                                         |
| 5-9-2009                                                                    | Abidjan                                                                     | Costa d'Avorio                                                              | 5 – 0                                                                       | Burkina Faso                                                                | Qual. Mondiali 2010                                                         | -                                                                           |                                                                             |
| 11-10-2009                                                                  | Accra                                                                       | Guinea                                                                      | 1 – 2                                                                       | Burkina Faso                                                                | Qual. Mondiali 2010                                                         | -                                                                           | 86’                                                                         |
| 14-11-2009                                                                  | Ouagadougou                                                                 | Burkina Faso                                                                | 1 – 0                                                                       | Malawi                                                                      | Qual. Mondiali 2010                                                         | -                                                                           | 28’                                                                         |
| 11-1-2010                                                                   | Cabinda                                                                     | Costa d'Avorio                                                              | 0 – 0                                                                       | Burkina Faso                                                                | Coppa d'Africa 2010 - 1º turno                                              | -                                                                           |                                                                             |
| 19-1-2010                                                                   | Luanda                                                                      | Burkina Faso                                                                | 0 – 1                                                                       | Ghana                                                                       | Coppa d'Africa 2010 - 1º turno                                              | -                                                                           | 59’                                                                         |
| 11-8-2010                                                                   | Senlis                                                                      | Burkina Faso                                                                | 3 – 0                                                                       | Rep. del Congo                                                              | Amichevole                                                                  | -                                                                           | Uscita                                                                      |
| 6-9-2010                                                                    | Cannes                                                                      | Burkina Faso                                                                | 1 – 1                                                                       | Gabon                                                                       | Amichevole                                                                  | -                                                                           | Ingresso                                                                    |
| 17-11-2010                                                                  | Mantes-la-Ville                                                             | Guinea                                                                      | 1 – 2                                                                       | Burkina Faso                                                                | Amichevole                                                                  | 1                                                                           | 46’                                                                         |
| 26-3-2011                                                                   | Ouagadougou                                                                 | Burkina Faso                                                                | 4 – 0                                                                       | Gambia                                                                      | Qual. Coppa d'Africa 2012                                                   | -                                                                           |                                                                             |
| 4-6-2011                                                                    | Windhoek                                                                    | Namibia                                                                     | 1 – 4                                                                       | Burkina Faso                                                                | Qual. Coppa d'Africa 2012                                                   | 1                                                                           | 74’                                                                         |
| 11-11-2011                                                                  | Saint-Leu-la-Forêt                                                          | Burkina Faso                                                                | 1 – 1                                                                       | Mali                                                                        | Amichevole                                                                  | -                                                                           | 57’                                                                         |
| 22-1-2012                                                                   | Malabo                                                                      | Burkina Faso                                                                | 1 – 2                                                                       | Angola                                                                      | Coppa d'Africa 2012 - 1º turno                                              | -                                                                           |                                                                             |
| 26-1-2012                                                                   | Malabo                                                                      | Costa d'Avorio                                                              | 2 – 0                                                                       | Burkina Faso                                                                | Coppa d'Africa 2012 - 1º turno                                              | -                                                                           |                                                                             |
| 30-1-2012                                                                   | Malabo                                                                      | Sudan                                                                       | 2 – 1                                                                       | Burkina Faso                                                                | Coppa d'Africa 2012 - 1º turno                                              | -                                                                           |                                                                             |
| 29-2-2012                                                                   | Marrakech                                                                   | Marocco                                                                     | 2 – 0                                                                       | Burkina Faso                                                                | Amichevole                                                                  | -                                                                           | 81’                                                                         |
| 2-6-2012                                                                    | Ouagadougou                                                                 | Burkina Faso                                                                | 0 – 3 tav                                                                   | Rep. del Congo                                                              | Qual. Mondiali 2014                                                         | -                                                                           | 62’                                                                         |
| 9-6-2012                                                                    | Libreville                                                                  | Gabon                                                                       | 1 – 0                                                                       | Burkina Faso                                                                | Qual. Mondiali 2014                                                         | -                                                                           | 88’                                                                         |
| 14-8-2012                                                                   | Saint-Leu-la-Forêt                                                          | Burkina Faso                                                                | 3 – 0                                                                       | Togo                                                                        | Amichevole                                                                  | -                                                                           |                                                                             |
| 8-9-2012                                                                    | Libreville                                                                  | Rep. Centrafricana                                                          | 1 – 0                                                                       | Burkina Faso                                                                | Qual. Mondiali 2014                                                         | -                                                                           |                                                                             |
| 14-10-2012                                                                  | Ouagadougou                                                                 | Burkina Faso                                                                | 3 – 1                                                                       | Rep. Centrafricana                                                          | Qual. Mondiali 2014                                                         | -                                                                           |                                                                             |
| 10-1-2013                                                                   | Nelspruit                                                                   | Burkina Faso                                                                | 0 – 0                                                                       | Niger                                                                       | Amichevole                                                                  | -                                                                           | 25’                                                                         |
| 21-1-2013                                                                   | Nelspruit                                                                   | Nigeria                                                                     | 1 – 1                                                                       | Burkina Faso                                                                | Coppa d'Africa 2013 - 1º turno                                              | -                                                                           |                                                                             |
| 25-1-2013                                                                   | Nelspruit                                                                   | Burkina Faso                                                                | 4 – 0                                                                       | Etiopia                                                                     | Coppa d'Africa 2013 - 1º turno                                              | 1                                                                           | 54’                                                                         |
| 29-1-2013                                                                   | Nelspruit                                                                   | Zambia                                                                      | 0 – 0                                                                       | Burkina Faso                                                                | Coppa d'Africa 2013 - 1º turno                                              | -                                                                           | 90+2’                                                                       |
| 3-2-2013                                                                    | Nelspruit                                                                   | Burkina Faso                                                                | 1 – 0 dts                                                                   | Togo                                                                        | Coppa d'Africa 2013 - Quarti di finale                                      | 1                                                                           | 109’                                                                        |
| 6-2-2013                                                                    | Nelspruit                                                                   | Burkina Faso                                                                | 1 – 1 dts (3 – 2 dtr)                                                       | Ghana                                                                       | Coppa d'Africa 2013 - Semifinale                                            | -                                                                           | 67’, 117’                                                                   |
| 10-2-2013                                                                   | Johannesburg                                                                | Nigeria                                                                     | 1 – 0                                                                       | Burkina Faso                                                                | Coppa d'Africa 2013 - Finale                                                | -                                                                           |                                                                             |
| 23-3-2013                                                                   | Ouagadougou                                                                 | Burkina Faso                                                                | 4 – 0                                                                       | Niger                                                                       | Qual. Mondiali 2014                                                         | 1                                                                           |                                                                             |
| 9-6-2013                                                                    | Niamey                                                                      | Niger                                                                       | 0 – 1                                                                       | Burkina Faso                                                                | Qual. Mondiali 2014                                                         | 1                                                                           | 90’                                                                         |
| 7-9-2013                                                                    | Ouagadougou                                                                 | Burkina Faso                                                                | 1 – 0                                                                       | Gabon                                                                       | Qual. Mondiali 2014                                                         | -                                                                           |                                                                             |
| 12-10-2013                                                                  | Ouagadougou                                                                 | Burkina Faso                                                                | 3 – 2                                                                       | Algeria                                                                     | Qual. Mondiali 2014                                                         | 1                                                                           |                                                                             |
| 19-11-2013                                                                  | Blida                                                                       | Algeria                                                                     | 1 – 0                                                                       | Burkina Faso                                                                | Qual. Mondiali 2014                                                         | -                                                                           |                                                                             |
| 21-5-2014                                                                   | Ouagadougou                                                                 | Burkina Faso                                                                | 1 – 1                                                                       | Senegal                                                                     | Amichevole                                                                  | -                                                                           | 90+3’                                                                       |
| 6-9-2014                                                                    | Ouagadougou                                                                 | Burkina Faso                                                                | 2 – 0                                                                       | Lesotho                                                                     | Qual. Coppa d'Africa 2015                                                   | 1                                                                           | 87’                                                                         |
| 10-9-2014                                                                   | Luanda                                                                      | Angola                                                                      | 0 – 3                                                                       | Burkina Faso                                                                | Qual. Coppa d'Africa 2015                                                   | 2                                                                           | 88’                                                                         |
| 15-10-2014                                                                  | Ouagadougou                                                                 | Burkina Faso                                                                | 1 – 1                                                                       | Gabon                                                                       | Qual. Coppa d'Africa 2015                                                   | 1                                                                           |                                                                             |
| 15-11-2014                                                                  | Maseru                                                                      | Lesotho                                                                     | 1 – 1                                                                       | Burkina Faso                                                                | Amichevole                                                                  | 1                                                                           |                                                                             |
| 19-11-2014                                                                  | Ouagadougou                                                                 | Burkina Faso                                                                | 1 – 1                                                                       | Angola                                                                      | Qual. Coppa d'Africa 2015                                                   | 1                                                                           |                                                                             |
| 10-1-2015                                                                   | Nelspruit                                                                   | Burkina Faso                                                                | 5 – 1                                                                       | eSwatini                                                                    | Amichevole                                                                  | -                                                                           | 46’                                                                         |
| 13-1-2015                                                                   | Nelspruit                                                                   | Burkina Faso                                                                | 2 – 0                                                                       | Botswana                                                                    | Amichevole                                                                  | -                                                                           |                                                                             |
| 17-1-2015                                                                   | Bata                                                                        | Burkina Faso                                                                | 0 – 2                                                                       | Gabon                                                                       | Coppa d'Africa 2015 - 1º turno                                              | -                                                                           |                                                                             |
| 21-1-2015                                                                   | Bata                                                                        | Guinea Equatoriale                                                          | 0 – 0                                                                       | Burkina Faso                                                                | Coppa d'Africa 2015 - 1º turno                                              | -                                                                           | 82’                                                                         |
| 25-1-2015                                                                   | Ebebiyín                                                                    | Rep. del Congo                                                              | 2 – 1                                                                       | Burkina Faso                                                                | Coppa d'Africa 2015 - 1º turno                                              | -                                                                           |                                                                             |
| 5-9-2015                                                                    | Francistown                                                                 | Botswana                                                                    | 1 – 0                                                                       | Burkina Faso                                                                | Qual. Coppa d'Africa 2017                                                   | -                                                                           | 90+4’                                                                       |
| 9-10-2015                                                                   | Troyes                                                                      | Burkina Faso                                                                | 1 – 4                                                                       | Mali                                                                        | Amichevole                                                                  | -                                                                           | 46’                                                                         |
| 12-11-2015                                                                  | Cotonou                                                                     | Benin                                                                       | 2 – 1                                                                       | Burkina Faso                                                                | Qual. Mondiali 2018                                                         | -                                                                           |                                                                             |
| 17-11-2015                                                                  | Ouagadougou                                                                 | Burkina Faso                                                                | 2 – 0                                                                       | Benin                                                                       | Qual. Mondiali 2018                                                         | 1                                                                           | 90+1’                                                                       |
| 26-3-2016                                                                   | Ouagadougou                                                                 | Burkina Faso                                                                | 1 – 0                                                                       | Uganda                                                                      | Qual. Coppa d'Africa 2017                                                   | 1                                                                           | 85’                                                                         |
| 29-3-2016                                                                   | Kampala                                                                     | Uganda                                                                      | 0 – 0                                                                       | Burkina Faso                                                                | Qual. Coppa d'Africa 2017                                                   | -                                                                           |                                                                             |
| 4-9-2016                                                                    | Ouagadougou                                                                 | Burkina Faso                                                                | 2 – 1                                                                       | Botswana                                                                    | Qual. Coppa d'Africa 2017                                                   | -                                                                           | 68’                                                                         |
| 8-10-2016                                                                   | Ouagadougou                                                                 | Burkina Faso                                                                | 1 – 1                                                                       | Sudafrica                                                                   | Qual. Mondiali 2018                                                         | -                                                                           | 84’                                                                         |
| 12-11-2016                                                                  | Praia                                                                       | Capo Verde                                                                  | 0 – 2                                                                       | Burkina Faso                                                                | Qual. Mondiali 2018                                                         | -                                                                           | 82’                                                                         |
| 7-1-2017                                                                    | Marrakech                                                                   | Burkina Faso                                                                | 2 – 1                                                                       | Mali                                                                        | Amichevole                                                                  | -                                                                           | 46’                                                                         |
| 14-1-2017                                                                   | Libreville                                                                  | Burkina Faso                                                                | 1 – 1                                                                       | Camerun                                                                     | Coppa d'Africa 2017 - 1º turno                                              | -                                                                           | 86’                                                                         |
| 18-1-2017                                                                   | Libreville                                                                  | Gabon                                                                       | 1 – 1                                                                       | Burkina Faso                                                                | Coppa d'Africa 2017 - 1º turno                                              | -                                                                           | 11’                                                                         |
| 22-3-2018                                                                   | Limeil-Brévannes                                                            | Burkina Faso                                                                | 2 – 0                                                                       | Guinea-Bissau                                                               | Amichevole                                                                  | -                                                                           | 75’                                                                         |
| 27-3-2018                                                                   | Franconville                                                                | Kosovo                                                                      | 2 – 0                                                                       | Burkina Faso                                                                | Amichevole                                                                  | -                                                                           |                                                                             |
| 27-5-2018                                                                   | Yaoundé                                                                     | Camerun                                                                     | 0 – 1                                                                       | Burkina Faso                                                                | Amichevole                                                                  | -                                                                           | 59’                                                                         |
| 13-10-2018                                                                  | Ouagadougou                                                                 | Burkina Faso                                                                | 3 – 0                                                                       | Botswana                                                                    | Qual. Coppa d'Africa 2019                                                   | 1                                                                           | 65’                                                                         |
| 16-10-2018                                                                  | Francistown                                                                 | Botswana                                                                    | 0 – 0                                                                       | Burkina Faso                                                                | Qual. Coppa d'Africa 2019                                                   | -                                                                           | 71’                                                                         |
| 18-11-2018                                                                  | Luanda                                                                      | Angola                                                                      | 2 – 1                                                                       | Burkina Faso                                                                | Qual. Coppa d'Africa 2019                                                   | -                                                                           | 71’                                                                         |
| 22-3-2019                                                                   | Ouagadougou                                                                 | Burkina Faso                                                                | 1 – 0                                                                       | Mauritania                                                                  | Qual. Coppa d'Africa 2019                                                   | -                                                                           |                                                                             |
| 6-9-2019                                                                    | Marrakech                                                                   | Marocco                                                                     | 1 – 1                                                                       | Burkina Faso                                                                | Amichevole                                                                  | -                                                                           | 84’                                                                         |
| 10-10-2019                                                                  | Saint-Leu-la-Forêt                                                          | Burkina Faso                                                                | 0 – 1                                                                       | Gabon                                                                       | Amichevole                                                                  | -                                                                           |                                                                             |
| 13-11-2019                                                                  | Ouagadougou                                                                 | Burkina Faso                                                                | 0 – 0                                                                       | Uganda                                                                      | Qual. Coppa d'Africa 2021                                                   | -                                                                           |                                                                             |
| 17-11-2019                                                                  | Khartum                                                                     | Sudan del Sud                                                               | 1 – 2                                                                       | Burkina Faso                                                                | Qual. Coppa d'Africa 2021                                                   | -                                                                           | 65’                                                                         |
| Totale                                                                      |                                                                             | Presenze (2º posto)                                                         | 84                                                                          |                                                                             | Reti (4º posto)                                                             | 19                                                                          |                                                                             |